# Aristotelia
- Commons
- Wikispecies

Aristotelia é um género botânico pertencente à família Elaeocarpaceae.

## Espécies
- Aristotelia australasica
- Aristotelia fruticosa
- Aristotelia braithwaitei
- Aristotelia chilensis
- Aristotelia colensoi
- Aristotelia erecta
- Aristotelia peduncularis
- Aristotelia serrataReferências

1. ↑  «Aristotelia — The Plant List». www.theplantlist.org (em inglês). Consultado em 1 de maio de 2018